# NHK 다카마쓰 방송국

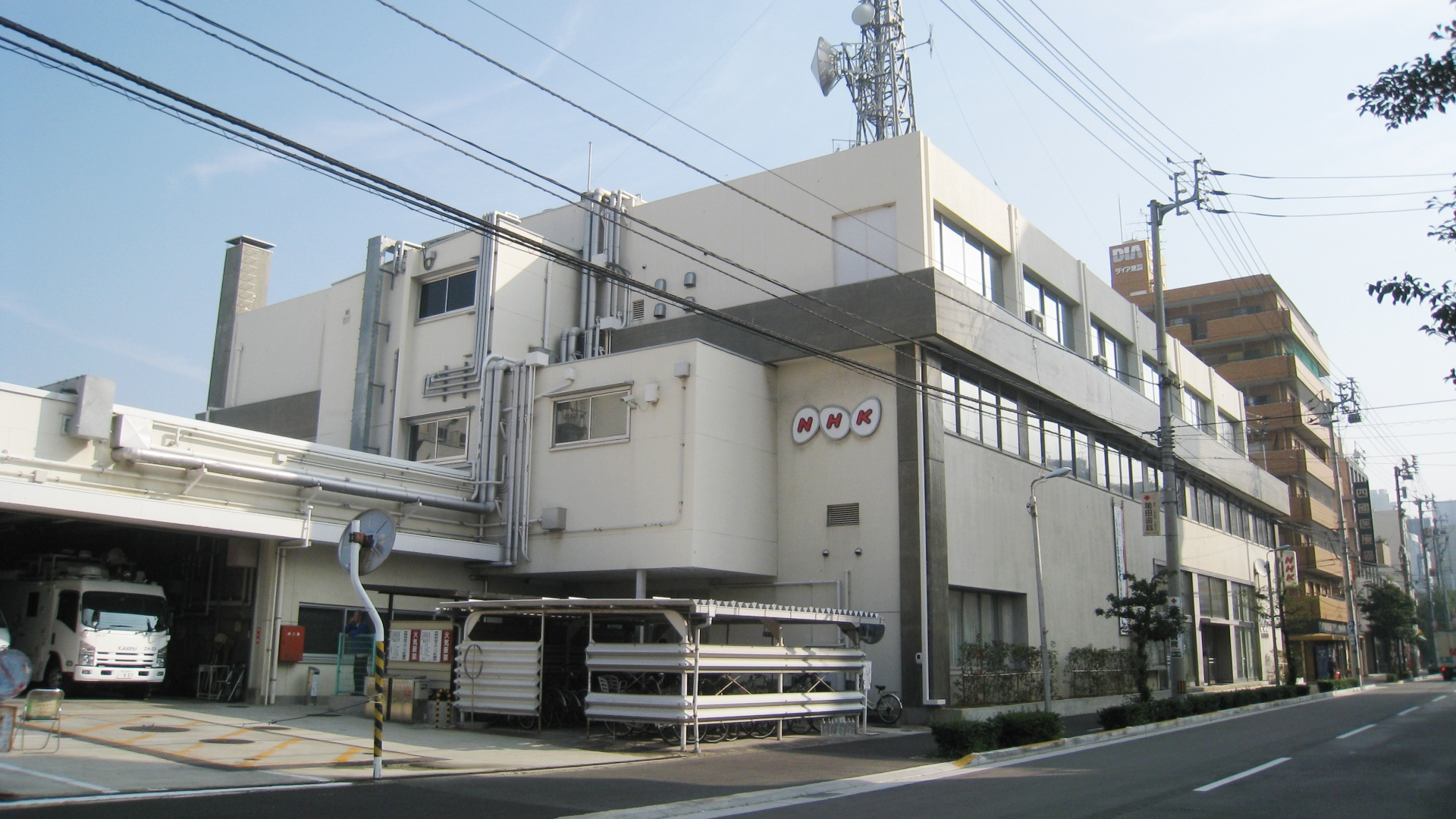
NHK 다카마쓰 방송국 사옥

NHK 다카마쓰 방송국(일본어: NHK高松放送局)은 가가와현을 방송구역으로 하는 NHK의 지역방송국이며 중파·FM라디오·텔레비전 방송을 담당하고 있다.
1957년 12월 23일부터 1969년 3월 21일까지 NHK 오카야마 방송국의 방송 대상 지역이였다.

## 연혁
- 1934년 8월 1일 - 오사카 중앙 방송국 다카마쓰 출장소 개설.
- 1944년 5월 17일 - 다카마쓰 임시 방송소 방송 개시(공식 개국일).
- 1945년 1월 1일 - 마쓰야마 방송국의 중앙 방송국 승격에 따라 마쓰야마 중앙방송국으로 담당방송국 변경
- 1945년 9월 7일 - 다카마쓰 방송국 개국(다카마쓰 출장소와 다카마쓰 임시 방송소를 합병해서 설립.콜사인은 JOHP).
- 1957년 12월 - 오카야마 종합 텔레비전 방송 개시에 따라 가가와현에서도 텔레비전 시청이 가능하게 된다.
- 1958년 6월 29일 - 라디오 제2방송 개시(JOHD).
- 1969년 3월 1일 - FM방송 개시(JOHP-FM).
- 1969년 3월 22일 - 텔레비전 방송을 UHF로 송출 개시(종합 텔레비전：JOHP-TV, 교육 텔레비전：JOHD-TV).
- 2006년 10월 12일 - 지상파 디지털 텔레비전 시험 방송 개시.
- 2006년 12월 1일 - 지상파 디지털 텔레비전 방송 개시.
- 2011년 7월 24일 - 지상파 아날로그 텔레비전 방송 종료.

## 채널·주파수
- 종합 텔레비전 다카마쓰본국 24ch(JOHP-DTV)
- 교육 텔레비전 다카마쓰본국 13ch(JOHD-DTV)
- 라디오 제1방송 1368kHz JOHP 5kW
  - 간온지 중계국 1584kHz
- 라디오 제2방송 1035kHz JOHD 1kW
- FM방송 86.0MHz JOHP-FM 1kW

## 오카야마현·가가와현에 있는 다른 텔레비전·라디오 방송국
- NHK 오카야마 방송국
- 니시닛폰 방송(RNC)(TV는 니혼 TV 계열, 라디오는 JRN・NRN 계열로 라디오는 가가와현만 방송구역)
- 산요 방송(RSK)(TV는 도쿄 방송 계열, 라디오는 JRN・NRN 계열로 라디오는 오카야마현만 방송구역)
- 세토나이카이 방송(KSB)(TV 아사히 계열)
- 오카야마 방송(OHK)(후지 TV 계열)
- TV 세토우치(TSC)(TV 도쿄 계열)
- 오카야마 FM방송(JFN 계열, 오카야마현만 방송구역)
- FM가가와(JFN 계열, 가가와현만 방송구역)